# Štěpán Svačina
Štěpán Svačina (* 28. října 1952 Praha) je český lékař, internista – obezitolog, který se zaměřuje také na lékařskou informatiku. V letech 1999–2005 byl děkanem 1. lékařské fakulty Univerzity Karlovy v Praze. Od ledna 2015 působí ve funkci předsedy České lékařské společnosti Jana Evangelisty Purkyně, když nahradil profesora Jaroslava Blahoše.

## Osobní život
Po ukončení Akademického gymnázia Štěpánská studoval Fakultu všeobecného lékařství Univerzity Karlovy, kterou absolvoval v roce 1978. Následně se zúčastnil postgraduálního studia na Matematicko-fyzikální fakultě Univerzity Karlovy v oboru matematická informatika a konstrukce programových systémů (1985–1988). Roku 1987 obhájil kandidátskou dizertační práci Počítačová podpora metabolické péče (CSc.), doktorát získal v roce 2001 obhajobou práce Kvantifikace vztahů u obezity diabetu a metabolického syndromu (DrSc.) Habilitační řízení podstoupil na téma Matematické modelování ve vnitřním lékařství (1992, docent) a v roce 2002 byl jmenován profesorem UK pro obor vnitřní lékařství. V letech 2001–2003 vykonal kurs MBA na Prague International Business School. Od roku 2007 je členem předsednictva České lékařské společnosti J. E. Purkyně, v lednu 2015 zvolen jejím předsedou.
Začínal na Fyziologickém ústavu Fakulty všeobecného lékařství UK (1978–81), poté přešel na III. interní kliniku 1. LF UK a VFN, kde byl v letech 2001–2019 přednostou. V letech 1999–2005 působil ve funkci děkana a předsedy vědecké rady 1. lékařské fakulty UK. Roku 2005 se stal jedním ze tří kandidátů na funkci rektora Univerzity Karlovy, kterým však byl zvolen profesor Václav Hampl.